# Maskierungsschicht
Mithilfe einer Maskierungsschicht ist es möglich, Diffusion, Ionenimplantation, Ätzen oder eine physikalische Gasphasenabscheidung auf eine unter der Maskierung befindlichen Schicht selektiv durchzuführen. Die Maskierungsschicht ist meist eine sogenannte Opferschicht, das heißt, sie wird nach dem Prozess, bei dem sie als Maskierung dient, wieder entfernt. Bei der unterliegenden Schicht handelt es sich meist um eine Siliziumscheibe (Wafer), einen Rohling für integrierte Halbleiterschaltungen, oder ein vorher aufgebrachter Schichtstapel unterschiedlicher Materialien.
Die Maske selbst stellt eine Vorlage für die Prozesse dar, mit denen mikrofeine, geometrische Strukturen auf bzw. in die Oberfläche des Halbleitersubstrats gebracht werden (Transistoren, Leiterbahnen etc.). Typische Materialien sind neben Fotolack sowie Siliziumdioxid oder -nitrid. Letztere werden auch als Hardmaske bezeichnet, da sie anders als Fotolacke deutlich widerstandsfähig gegenüber diversen Prozessen in der Halbleitertechnik sind, beispielsweise Plasma- oder nasschemisches Ätzen. Für moderne Fertigungsschritte kommen aber auch weitere Materialien wie amorpher Kohlenstoff (engl. amorphous carbon, a-C) sowie metallische Schichten aus Tantalnitrid, (TaN) oder Titannitrid (TiN) als Hardmaske zum Einsatz.
Ein gängiges Verfahren zur Herstellung einer Maskierungsschicht ist die Fotolithografie, mit der eine Maskierungsschicht aus Fotolack erzeugt wird, die als Ätz- oder Implantationsmaske verwendet werden kann. Um Diffusionsprozesse durchzuführen, dient die Lackmaske allerdings nur zur Strukturierung der eigentlichen Diffusionsmaske aus z. B. Siliciumdioxid, da eine Lackmaske nicht für hohe Prozesstemperaturen geeignet ist. Hier kommen wiederum Hartmasken zum Einsatz.